# 格里登卡山

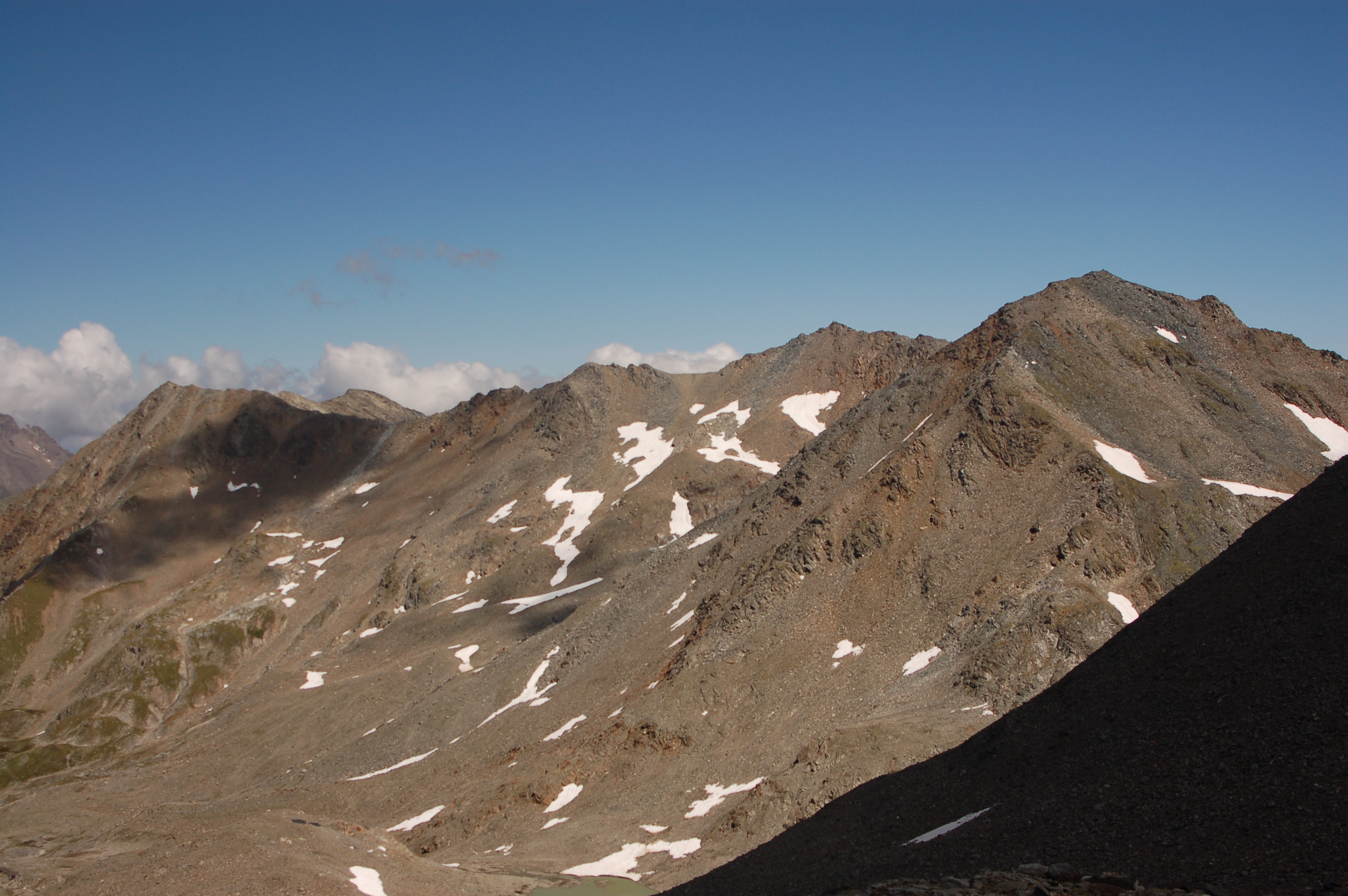

47°0′9″N 12°44′0″E / 47.00250°N 12.73333°E
格里登卡山（德語：Gridenkarköpfe），是奧地利的山峰，位於該國西部，處於蒂羅爾州和克恩頓州接壤的邊界，屬於舍貝爾山脈的一部分，距離伯塞斯魏布爾山0.9公里，海拔高度3,031米，每年平均降雨量2,138毫米。